# Bucklesham
Bucklesham est un village et une paroisse civile du Suffolk, en Angleterre. Il est situé à quelques kilomètres à l'est de la ville d'Ipswich. Administrativement, il relève du district d'East Suffolk.

## Démographie
Au recensement de 2011, la paroisse civile de Bucklesham comptait 526 habitants.

## Personnalités liées
- L'archéologue Basil Brown (1888-1977) est né à Bucklesham[2].